# 高腹深巨口魚
高腹深巨口魚（学名：Bathophilus brevis）为輻鰭魚綱巨口鱼目巨口鱼科的其中一種。分布于大西洋熱帶及亞熱帶海域，為深海魚類，棲息深度75-1650公尺，體長可達5.5公分。

## 扩展阅读
維基物種上的相關：高腹深巨口魚